# Weddewarden
Weddewarden, Bremerhaven-Weddewarden — dzielnica miasta Bremerhaven w Niemczech, w okręgu administracyjnym Nord, w kraju związkowym Brema. 
Od 1927 do 1947 Weddewarden było dzielnicą miasta Wesermünde.